# Inuyasha: Feudal Combat
Inuyasha: Feudal Combat (犬夜叉 奥義乱舞 Inuyasha: Ōgi-Ranbu?) es un videojuego de lucha en 3D para la PlayStation 2 basado en la serie de manga y anime Inuyasha.
Bandai planeó lanzar este videojuego el 16 de agosto de 2005 en Norteamérica, pero se pospuso al 23 de agosto debido al terremoto de Miyagi. Se lanzó en Japón el 16 de junio de 2005.
Bandai también planeó lanzar este juego en Nintendo DS y PlayStation Portable pero se canceló.

## Jugabilidad
En Inuyasha: Feudal Combat, hasta cuatro personajes, dos por equipo, pueden estar presentes a la vez en una batalla, sin embargo, dos personajes de jugador no pueden estar en el mismo equipo. (ES DECIR: Jugador 1 como luchador principal; Jugador 2 como su compañero). Tanto el jugador como el oponente pueden seleccionar a otro personaje como su compañero. Hay cuatro modos de juego, incluidos los modos Historia, Misión, Batalla y Práctica.
Cuando el Indicador de Espíritu está lleno, se puede realizar un movimiento final especial. El movimiento final básico de cada personaje se puede activar presionando y manteniendo presionado el botón circular. Pero cuando un personaje está luchando junto a un compañero y el dúo alcanza una afinidad Gran, presionar el círculo activará un movimiento final combinado, un ataque en equipo combinado entre los dos personajes. Ciertas combinaciones de jugador/compañero tendrán su propio movimiento final especial juntas. Estas combinaciones son:
- Inuyasha/Sesshomaru
- Inuyasha/Kikyo
- Inuyasha/Kagome
- Kikyo/Kagome
- Sango/Miroku

Durante la batalla se pueden seleccionar cuatro formaciones diferentes (las diferentes formas en que el compañero del jugador puede ayudarlo): Formación de viento (el compañero imita las acciones del jugador), Formación de bosque (el jugador y el compañero siempre apuntan a oponentes diferentes), Formación de montaña (el compañero se queda entre el jugador y el oponente y bloquea los ataques enemigos) o Formación de fuego (tanto el jugador como el compañero se concentran en el mismo oponente y atacan continuamente). Las formaciones de fuego y montaña también aumentan la fuerza y la defensa del jugador y el compañero, respectivamente.
La afinidad tendrá un efecto en lo que los personajes se dicen entre sí.
- Mala afinidad: no muy buena.
- Afinidad normal: cómo se tratarían normalmente.
- Buena afinidad: bastante bien.
- Gran afinidad: lo suficientemente buena como para realizar el movimiento final combinado.

Además, algunos personajes tendrán cierta afinidad desde el principio. Por ejemplo, Inuyasha y Koga tendrán una afinidad baja, sin embargo, Inuyasha y Kagome tendrán una afinidad alta.

## Modo Historia
En el modo Historia, el jugador debe elegir seguir primero el "Capítulo" de Inuyasha, luego el de Sango y Miroku, luego el de Sesshomaru y finalmente el de Shippo. Estos consisten en una serie de batallas entrelazadas con escenas cinemáticas que ilustran una historia. Si el jugador es noqueado (queda inconsciente) en una de estas batallas, aparece una pantalla con la opción de volver a intentar la última batalla. Si se completa cada una de estas historias sin que el jugador sea noqueado ni una sola vez, se puede seleccionar un nuevo personaje en los modos "Batalla", "Práctica" y "Misión" como jugador/compañero. Esos personajes son:
- Capítulo de Inuyasha: Naraku
- Capítulo de Sango/Miroku: Bankotsu
- Capítulo de Shippo: Inuyasha humano
- Capítulo de Sesshomaru: Inuyasha demonio

## Personajes
A continuación se muestra una lista de personajes jugables. Los personajes en cursiva deben desbloquearse durante el modo historia.
- Inuyasha
- Kagome Higurashi
- Miroku
- Sango
- Shippo
- Ses shomaru
- Kagura
- Koga
- Kikyo
- Kohaku
- Naraku
- Inuyasha demonio
- Inuyasha humano
- Bankotsu

## Recepción
El juego recibió críticas "mixtas" según el agregador de reseñas de videojuegos Metacritic.